# Csaba László (közgazdász)
Csaba László (Budapest, 1954. március 27. –) magyar közgazdász, egyetemi tanár, a Magyar Tudományos Akadémia rendes tagja. Kutatási területe a világgazdaságtan, ezen belül az összehasonlító gazdaságtan, valamint a nemzetközi gazdasági kapcsolatok. Számos magyar és angol nyelvű monográfia és tudományos publikáció szerzője.

## Életpályája
1972-ben érettségizett Budapesten. Felsőfokú tanulmányait a Marx Károly Közgazdaságtudományi Egyetem nemzetközi kereskedelempolitikai és pénzügy szakán végezte, ahol 1976-ban szerzett közgazdászdiplomát. 1978-ban védte meg egyetemi doktori disszertációját. Diplomájának megszerzése után az MTA Világgazdasági Kutatóintézetében kezdett el dolgozni. 1984-ben az intézet főmunkatársa lett. 1988-ban átkerült a Kopint-Datorghoz, amelynek tudományos munkatársaként tevékenykedett 2000-ig. Antall József kormányzása alatt a gazdasági rendszerváltást kidolgozó Híd-csoport tagja volt.
Oktatói tevékenysége 1991-ben kezdődött, amikor a Külkereskedelmi Főiskola címzetes tanára lett. 1997-ben habilitált és kinevezték a Budapesti Közgazdaságtudományi Egyetem összehasonlító tanszékének (ma: Budapesti Corvinus Egyetem), 1999-ben a Debreceni Egyetem (1999 júniusától 2012 januárjáig tanított itt), 2000-ben pedig a Közép-európai Egyetem (CEU) egyetemi tanárává. Több külföldi egyetem vendégprofesszora volt: Bocconi Egyetem (Milánó, 1991), Helsinki Egyetem (1993), a Frankfurt an der Oder-i Europa-Universitätnek (1997), illetve a berlini Freie Universitätnek (1998–2000).
1990 és 1994, valamint 1996 és 1998 között az Európai Gazdaság-összehasonlító Társaság alelnöke, 1999 és 2000 között pedig annak elnöke volt. Többek között az Acta Oeconomica, a Közgazdasági Szemle, a Külgazdaság, a Russian and East European Finance and Trade, a Europe–Asia Studies, az Intereconomics című tudományos szakfolyóiratok szerkesztőbizottságának tagja.
1984-ben védte meg a közgazdaság-tudományok kandidátusi értekezését a Magyar Tudományos Akadémián, majd 1994-ben megjelent Az összeomlás forgatókönyve című könyve, amivel 1996-ban az MTA doktora címet nyerte el. 1985-ben az MTA Közgazdaság-tudományi Bizottságának lett tagja, 1996-ban társelnökévé, 2003-ban elnökévé választották. Tisztségét 2008-ig töltötte be. Emellett 2000-ben a Nemzetközi Tanulmányok Bizottságába is bekerült, amelynek társelnökévé választották 2006-ban.
2007-ben a Magyar Tudományos Akadémia levelező, 2013-ban rendes tagjává választották.
2012 szeptemberében a Science Europe (Brüsszel-Berlin), 2013 szeptemberében a londoni székhelyű Academia Europea tagjává választották.

## Munkássága
Fő kutatási területe a világgazdaságtan, ezen belül az összehasonlító gazdaságtan, valamint a nemzetközi gazdasági kapcsolatok.
Tudományos munkásságának kezdetén Kelet-Európa gazdaságtanával foglalkozott, majd a magyar és más rendszerváltások összehasonlító gazdaságtanával foglalkozott (pl. a gazdasági liberalizáció, a privatizáció és az átmenet problematikája). Ezt követően a közép-kelet-európai politikai gazdaságtan kérdéseiről publikált, majd a magyar kis- és középvállalkozói szektor, a kisebb gazdaságok és Európa világgazdasági kérdései és összefüggéseit kutatta.
Közel 350 tudományos közleménye összesen tizennyolc országban jelent meg. Publikációiból számos könyv, illetve gyűjteményes kötet formájában adták ki. Munkáit elsősorban magyar és angol nyelven adja közre.

## Családja
Nős, felesége Ónody Gabriella irodalomkritikus. Házasságukból egy fiú- és egy leánygyermek született: Zoltán (1985) és Orsolya (1988).
Anyai nagynénje Csaba Margit, orvos, író, katolikus hitoktató.

## Díjai, elismerései
- Bezerédj-díj (2003)
- Magyar Nemzeti Bank Popovics szakmai díja (2004)
- Akadémiai Kiadó Nívódíja (2005)
- Ex Libris díj
- Év oktatója, Budapesti Corvinus Egyetem (2011)
- A Magyar Érdemrend középkeresztje (2012)

## Főbb publikációi

### Könyvek
- Economic Mechanism in the GDR and Czechoslovakia: a Comparative Analysis, Hungarian Scientific Council for the World Economy, Budapest, 1983, 125 p. – Trends in World Economy series, no 46.
- Kelet-Európa a világgazdaságban, Budapest: Közgazdasági és Jogi Könyvkiadó, 1984, 350 p. (Eastern Europe in the World Economy. Cambridge and New York: Cambridge University Press, 1990, 400 pages)
- Three Studies on the CMEA (Pécsi K. előszavával), Hungarian Scientific Council fo the World Economy, Budapest, 1985, 99 p. – Trends in World Economy series, no 52.
- A radikális reform a szovjet gyakorlatban; Konjunktúra- és Piackutató Intézet, Bp., 1987
- Hitesy Ágnes–Csaba László: A KGST a nemzetközi munkamegosztás rendszerében; Külkereskedelmi Főiskola, Bp., 1988
- Az összeomlás forgatókönyvei. A rendszer-átalakítás alkalmazott közgazdaságtana; Budapest: Figyelő Kiadói Rt, 1994, 297 p. (The Capitalist Revolution in Eastern Europe. Cheltenham /UK/ and Northampton /US/, Edward Elgar Publ. Co, 342 p.)
- Rendszerváltozás a közgazdaságtanban – közgazdaságtan a rendszerváltozásban. Szamuely Lászlóval közösen; Budapest, Közgazdasági Szemle Foundation, 1998, 185 p.
- Csaba László–Elek Erzsébet–Tóth Gábor: Vállalkozásszervezés; Könnyűipari Műszaki Főiskola, Bp., 1999
- Csaba László–Kádár Béla–Práger László: Három tanulmány az EU-csatlakozás makrogazdasági és stratégiai összefüggéseiről; ISM, Bp., 1999 (Európai tükör. Műhelytanulmányok)
- The New Political Economy of Emerging Europe, Budapest: Akadémiai Kiadó, 2005, 368 oldal
- A fölemelkedő Európa, Budapest: Akadémiai Kiadó, 2006, 482 oldal
- The New Political Economy of Emerging Europe; 2. jav., bőv. kiad.; Budapest, Akadémiai Kiadó, 2007, 396 oldal
- Crisis in Economics?, Budapest: Akadémiai Kiadó, 2009, 226 oldal
- Csaba László–Jeszenszky Géza–Martonyi János: Helyünk a világban. A magyar külpolitika útja a 21. században; Éghajlat, Bp., 2009 (Manréza-füzetek)
- On the political economy of policy reform; Centre for Research into Post-Communist Economies, London, 2012 (CRCE briefing paper)
- Átmenettan és közgazdaságtan. Módszertani tanulságok egy részterület műveléséből; MTA, Bp., 2013 (Székfoglalók a Magyar Tudományos Akadémián)
- Módszertan és relevancia a közgazdaságtanban. A mai közgazdaságtan és a társtudományok; MTA, Bp., 2013 (Székfoglalók a Magyar Tudományos Akadémián)
- Európai közgazdaságtan; Akadémiai, Bp., 2014
- Válság, gazdaság, világ. Adalék Közép-Európa három évtizedes gazdaságtörténetéhez, 1988–2018; Éghajlat, Bp., 2018

A fenti írásokon kívül több, mint 60 idegen nyelvű-, és 24 magyar könyvbe írt fejezetet.

### Szerkesztett kötetek
- A világgazdaság és a nemzetközi kereskedelem irányzatai 1988 tavaszán; szerk. Csaba László et al.; Kopint-Datorg, Bp., 1988
- The Hungarian Small Business in Comparative Perspective, Washington – Budapest: a joint publication of USAID and the Foundation for Economic Research, 1988, 267 p.
- Systemic Change and Stabilization in Eastern Europe, Aldershot /UK/ and Brookfield /USA/: Dartmouth Publishing Co., 1991, 140 p.
- Privatization, Liberalization and Destruction: Recreating the Market in Central and Eastern Europe, Aldershot /UK/ and Brookfield /USA/: Dartmouth Publ.Co, 1994, 305 p.
- The Hungarian SME sector development in comparative perspective; szerk. Csaba László; Kopint-Datorg Foundation, Bp., 1998
- Economies in Transition and the Varieties of Capitalism, /co-editors: W.Andreff and M. Dimitrov/, Sofia: Gorex Press for the European Association for Comparative Economic Studies, 1999, 527 p.
- Small Economies` Adjustment to Global Tendencies, /co-editor; Z.Bara/. Budapest; Aula Publishing House for the European Association for Comparative Economic Studies, 2000, 390 p.
- European Integration: First Experience and Future Challenges/ társ-szerkesztők: Fogarasi, J. és Hunya, G/. Nagyvárad/Románia, Partium Press, 2011, 271 old

### Tudományos cikkek
Több, mint 150 magyar nyelvű folyóirat cikkel gazdagította a magyar nyelvű közgazdaság tudományt.
Közel 100 idegen nyelven megjelent tudományos cikk szerzője, melyeket legtöbbször egyedül jegyez. Az első angol nyelvű írása 1979-ben jelent meg az Acta Oeconomica-ban, Some Problems of the International Socialist Monetary System címmel. Ez az írás 10 független hivatkozást kapott.
Angolon kívül németül, franciául és oroszul is közzétett tudományos írást, illetve franciára és olaszra fordították munkáit.
Legtöbbet hivatkozott külföldi folyóirat cikke a Hungary and the IMF: the Experience of a Cordial Discord (in: Journal of Comparative Economics, San Diego, USA, 1995, 20. évf. 2. sz. 211-234. o.) 24 független hivatkozást kapott.